# Catharina de Chasseur
Catharina de Chasseur (ca. 1490 - 1541) was echtgenote van Gerrit van Assendelft en bekend geworden vanwege haar veroordeling als valsemuntster.
Catharina de Chasseur huwde in 1507 in haar stad Orléans met de Hollandse edelman Gerrit van Assendelft. Omdat zij van relatief lage komaf was wilde haar schoonfamilie haar, toen zij in Holland kwam, niet accepteren. Ze leefde grotendeels gescheiden van haar echtgenoot, maar kreeg met hem toch een zoon, Klaas. Tot in de zeventiende eeuw liepen er rechtszaken over de rechten van haar zoon en diens nakomelingen op de erfenis van Gerrit van Assendelft.
Vermoedelijk was Catharina de Chasseur in het dagelijks leven koopvrouw. Op die manier kon zij haar handelsnetwerk ook inzetten voor het verspreiden van valse munten. Toen haar werkzaamheden als valsemuntster uitkwamen werd zij gevangengezet op de Gevangenpoort in Den Haag. Zij is daar nog steeds vermeld als een van de beroemdste gevangenen. Ze werd door het Hof van Holland schuldig bevonden en veroordeeld tot de brandstapel. Door interventie van Maria van Hongarije werd haar straf omgezet tot onthoofding.
In de historiografie is er de nodige negatieve speculatie geweest over wat voor een vrouw Catharina de Chasseur was. De negatieve speculaties vinden echter geen grond in historische bronnen. 
Ook zou zij als geest hebben rondgewaard in een van de huizen van Gerrit van Assendelft.